# Aliança Transpacífica
L'Aliança Transpacífica o Associació Transpacífica (de l'anglès Trans-Pacific Partnership o TPP) és un acord internacional de lliure comerç. A partir de 2014 dels dotze països de la regió Àsia-Pacífic han participat en les negociacions del TPP: Austràlia, Brunei, Canadà, Estats Units, Japó, Malàisia, Mèxic, Nova Zelanda, Perú, Singapur, Vietnam i Xile.
La proposta d'acord es va iniciar el 2005 com l'Acord Estratègic Transpacífic d'Associació Econòmica (de l'anglès Trans-Pacific Strategic Partnership Agreement TSEP o P4). Els països participants van establir l'objectiu de concloure les negociacions el 2012, però qüestions controvertides, com l'agricultura, la propietat intel·lectual i els serveis i les inversions han fet que les negociacions hagin continuat fins al present, amb l'última ronda de reunions planejada a Ottawa del 3 al 12 de juliol del 2014. L'aplicació de la TPP és una de les fites principals de l'agenda comercial de l'administració Obama als Estats Units d'Amèrica.
El 12 de novembre de 2011, els nou països de l'Aliança Transpacífica van anunciar que el TPP pretén "fomentar el comerç i la inversió entre els països socis de la TPP, per promoure la innovació, el creixement econòmic i el desenvolupament, i per donar suport a la creació i preservació de llocs de treball." Professionals de la salut mundial, activistes de la llibertat d'Internet, ecologistes, sindicats, grups de defensa i funcionaris electes han criticat i protestat per les negociacions, en gran part a causa del secret del procediment, l'abast expansiu d'aquest acord, i les clàusules controvertides d'esborranys filtrades al públic.
El 16 d'octubre de 2014, WikiLeaks va publicar una segona versió actualitzada del Capítol Drets de Propietat Intel·lectual de l'Associació Transpacífica.